# 1983年バレーボール女子北中米選手権
1983年バレーボール女子北中米選手権（1983 Women's NORCECA Volleyball Championship）は、1983年にアメリカ合衆国のインディアナポリスで開催された、北中米バレーボール連盟主催の第8回バレーボール北中米選手権女子大会。
出場国は6カ国。アメリカ合衆国が2大会連続2回目の優勝を飾った。

## 出場国
- カナダ
- キューバ
- ドミニカ共和国
- メキシコ
- プエルトリコ
- アメリカ合衆国

## 最終結果
| 1983年女子北中米選手権優勝国      |
| --------------------------------- |
| · アメリカ合衆国 · 2大会連続2回目 |

| 順位 | 国             |
| ---- | -------------- |
| 1    | アメリカ合衆国 |
| 2    | キューバ       |
| 3    | カナダ         |
| 4    | メキシコ       |
| 5    | プエルトリコ   |
| 6    | ドミニカ共和国 |